# Kazimierz Kostanecki
Kazimierz Telesfor Kostanecki (ur. 25 grudnia 1863 w Myszakowie, zm. 11 stycznia 1940 w Sachsenhausen) – polski lekarz, anatom, cytolog.

## Rodzina
Urodził się w rodzinie Jana Nepomucena Kostaneckiego h. Wieruszowa i Michaliny z Dobrowolskich. Miał braci: Antoniego – ekonomistę, rektora Uniwersytetu Warszawskiego, Stanisława – chemika, profesora Uniwersytetu w Berlinie oraz Jana Mikołaja (1861–1942).
Jego żoną była córka Jana Gotliba Blocha, Janina Maria, w 1933 odznaczona orderem Pro Ecclesia et Pontifice za akcję charytatywną w Krakowie, zginęła 11 listopada 1937 w katastrofie lotniczej pod Piasecznem wraz z synem dr. Janem Kostaneckim (ur. 1902), docentem ekonomii na Uniwersytecie Jagiellońskim. Drugim ich synem był Michał Antoni (1904–1945).

## Życiorys
Rozpoczął studiowanie historii sztuki na Uniwersytecie Berlińskim, ale po roku przeniósł się na medycynę, którą studiował od 1885 roku. Podczas studiów dostał się pod opiekę wybitnego, choć znanego z kontrowersyjnych poglądów niemieckiego anatoma – prof. Waldeyera. W 1886 roku dostał złoty medal za pracę dotyczącą trąbki słuchowej. Jeszcze w trakcie studiów dostał posadę asystenta w 1. zakładzie anatomii w Berlinie. Po uzyskaniu stopnia naukowego doktora w zakresie medycyny i chirurgii w roku 1890 przeniósł się do Wrocławia i podjął pracę w zakładzie fizjologii u prof. Rudolfa Heidenhaina. Po roku wyjechał do Giessen, ale w 1892 roku wrócił do Polski zostając profesorem anatomii porównawczej i opisowej na UJ, na którym to stanowisku pracował do roku 1935. W tym czasie pełnił także funkcję dziekana Wydziału Lekarskiego, a w latach 1913–1916 był rektorem UJ. W 1907 został mianowany członkiem najwyższej rady sanitarnej.

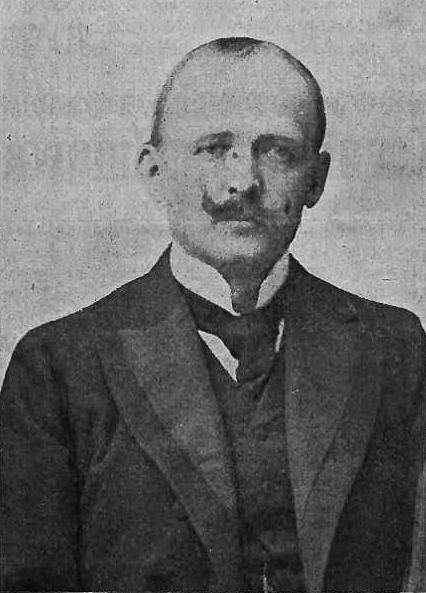
Kazimierz Kostanecki (przed 1907)

W wyborach z maja z 1914 został wybrany radnym Rady Miejskiej w Krakowie. W latach 1914–1918 pełni funkcję wiceprezydenta Krakowa. Podczas I wojny światowej na początku 1915 w Wiedniu wszedł w skład Komitetu Polskiego Archiwum Wojennego. W okresie od 1929 do 1934 był także prezesem Polskiej Akademii Umiejętności. W 1924 roku otrzymał tytuł doktora honoris causa UJ. Od 1933 był członkiem korespondencyjnym Towarzystwa Naukowego Warszawskiego. W roku 1935 przeszedł w stan spoczynku, rok później został mianowany profesorem honorowym UJ. Powrócił do pracy w 1939 obejmując stanowisko kierownika Katedry Anatomii. Aresztowany 6 listopada 1939 w ramach Sonderaktion Krakau, zmarł w obozie koncentracyjnym Sachsenhausen 11 stycznia 1940 roku z powodu nieleczonej róży w nodze. Pochowany na cmentarzu Powązkowskim (kwatera 198-5-20,21).

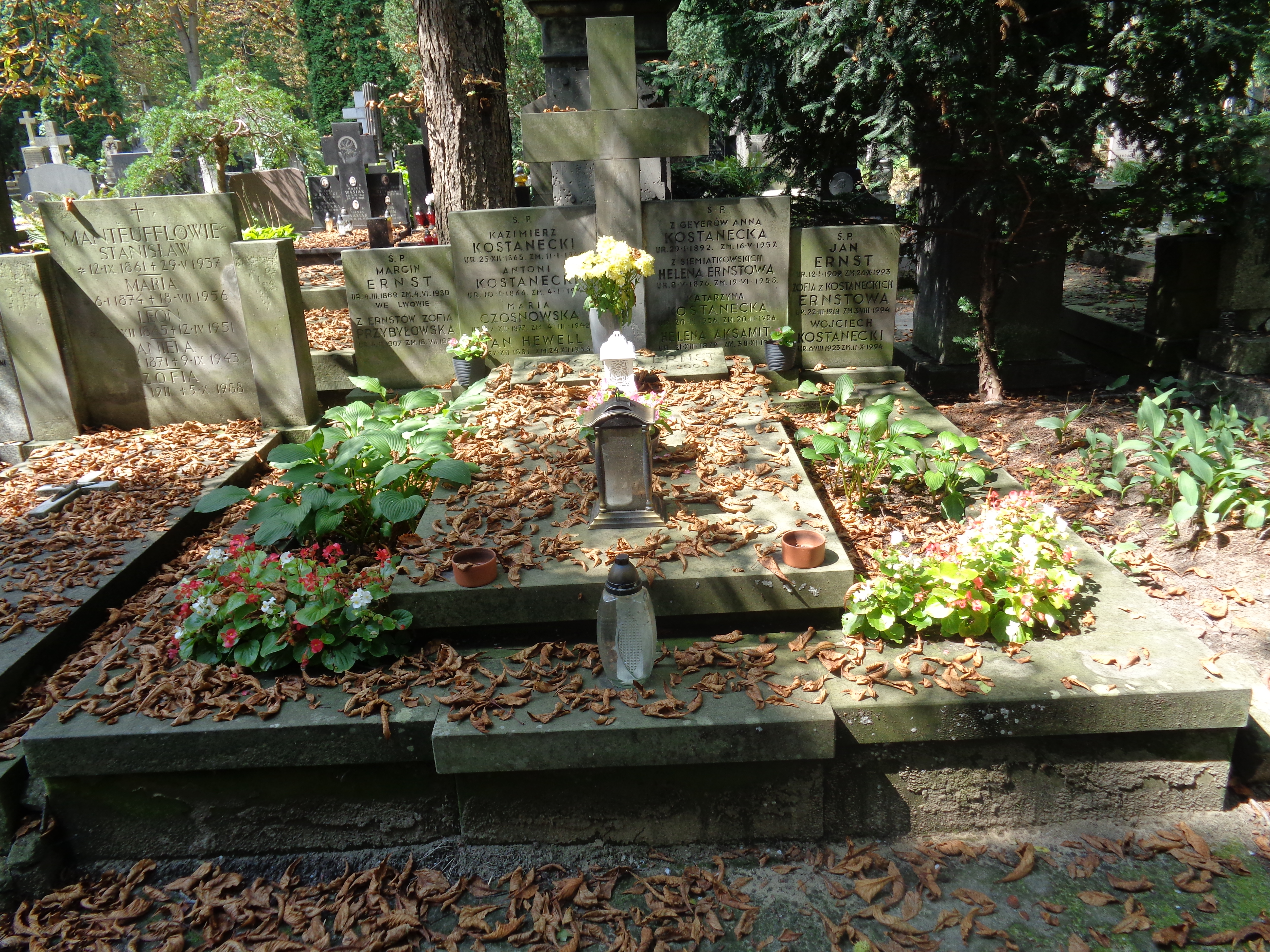
Grób Kostaneckich na cmentarzu Powązkowskim

## Dorobek naukowy
Jest autorem 62 publikacji naukowych w językach polskim, angielskim, niemieckim i francuskim. W czasie pracy w Berlinie i Giessen prowadził badania w zakresie anatomii porównawczej mięśni gardła, podniebienia oraz anatomii szyi i głowy. Opisał także wszystkie mięśnie związane z trąbką słuchową i, jako pierwszy, powięzie tych mięśni. Zbadał również topografię wrodzonych przetok szyjnych. W Krakowie prowadził pionierskie badania nad procesem dojrzewania komórek jajowych. W końcowym okresie pracy naukowej główne badania dotyczyły rozwoju filogenetycznym kątnicy i wyrostka robaczkowego oraz znaczenia jego tkanki limfatycznej. Dorobek naukowy Kostaneckiego pozwala na uznanie go za twórcę krakowskiej szkoły anatomicznej. Jednym z jego uczniów był Stanisław Kohmann, późniejszy profesor anatomii, doktor honoris causa Śląskiego Uniwersytetu Medycznego. Imię Braci Kostaneckich nosi od 2005 r. Zespół Szkół Ponadgimnazjalnych w Zagórowie.

## Ordery i odznaczenia
- Wielka Wstęga Orderu Odrodzenia Polski (9 listopada 1931)[9]
- Krzyż Komandorski z Gwiazdą Orderu Odrodzenia Polski (2 maja 1923)[10][11]
- Złoty Krzyż Zasługi (11 listopada 1936)[12]
- Krzyż Komandorski Orderu Franciszka Józefa (Austro-Węgry, 1916)[13]